# Place Augusta-Holmes
La place Augusta-Holmes est une voie du 13e arrondissement de Paris, en France.

## Origine du nom

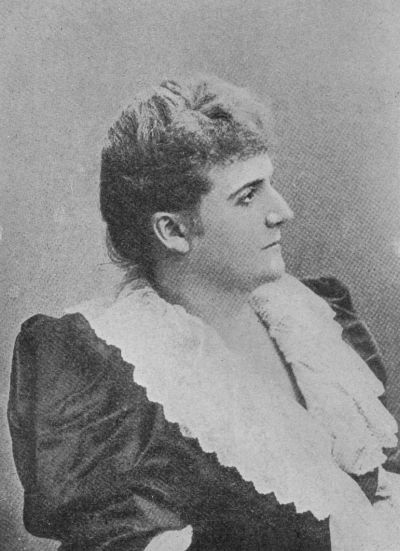
La compositrice Augusta Holmès (1847-1903).

Elle porte le nom de la compositrice Augusta Holmès (1847-1903).

## Historique
Ancienne « voie EJ/13 » ouverte lors de la restructuration de la zone d'aménagement concerté (ZAC) Paris Rive Gauche, elle prend le nom de « place Augusta-Holmes » le 23 juin 2002 et est ouverte au public le 24 juillet 2006.

## Bâtiments remarquables et lieux de mémoire
- La Danse de la fontaine émergente (2008), œuvre d'art public du plasticien franco-chinois Chen Zhen finalisée par Xu Min[2].